# 佐佐木望 (女配音員)
（1983年2月19日—），日本女性配音員，本名及舊藝名為佐佐木望，目前隸屬於東京俳優生活協同組合。出身於神奈川縣，血型A型。

## 概要

### 來歷
- 當初所使用的藝名為本名，在2006年7月4日之後改為同讀音的假名，以區分同漢字（但讀音有異）的男性聲優。
- 在2007年10月之前是自由身，之後加入了東京俳優生活協同組合。

### 人物
- 老家住在大阪。
- 是4人姊妹中的長女。
- 自2007年3月21日開始寫網誌，幾乎每天都會更新。
- 吃生洋蔥與蔥會胃痛，曾在網誌上表示與同體質的清水愛同病相憐。[2]
- 與中山惠里奈、寺崎裕香、井口裕香、齋藤桃子、佐藤利奈、水原薰、大浦冬華、長谷川静香、伊藤加奈惠、齋藤彩夏、平野綾交情很好。
- 自參與浪漫追星社配音後，與間島淳司及齋賀光希有定期的星座觀測會。[3]

## 演出作品
※粗體表示該角色在該作品為主要角色

### 電視動畫
2006年
- 冬季花園（愛子）
- 我們的存在（高橋七美）

2007年
- 偶像大師 XENOGLOSSIA（すずな、OL）
- 反斗小王子（ウサギ）
- 幸運☆星（帕特莉西亞·馬汀）
- 悲慘世界 少女珂賽特（夏綠蒂）

2008年
- 地獄少女 三鼎（稻生楓）
- 超能力少女 蘭（學生1）
- 魔法禁書目錄（御坂妹）
- 伯爵与妖精（ブラウニーB）

2009年
- 只想告訴你（野野原絢子）
- 黑神
- GA 藝術科美術設計班（店員）
- 寶石寵物（莎菲、伊歐）
- 浪漫追星社（和泉）
- 夏日風暴！（娘）
- Princess Lover!（金子綾乃、女僕）
- 夢象成真（OL（經理）、超商店員、白石美里）

2010年
- 寶石寵物 Twinkle☆（莎菲、伊歐）
- 無頭騎士異聞錄 DuRaRaRa!!（晴子）
- 屍鬼（國廣律子）
- 魔法禁書目錄II（御坂妹）
- 夢色蛋糕師（鮎川洋子）

2012年
- 要聽爸爸的話！（岡江清美）
- 人類衰退之後（妖精、女子、學生）
- 鄰座的怪同學（二宮冴子）
- 麵包超人（馬卡龍小姐）

2013年
- 寶石寵物 Happiness（莎菲、伊歐、餅田睦美）
- 果然我的青春戀愛喜劇搞錯了。（海老名姬菜）
- 科學超電磁砲S（御坂妹）
- 我的腦內戀礙選項（遊王子響歌）

2014年
- 反斗小王子（小石色鉛筆）
- Lady 寶石寵物（莎菲）
- TERRA FORMARS ~火星任務~（紅）

2015年
- 果然我的青春戀愛喜劇搞錯了。續（海老名姬菜）
- 俺物語！！（女學生1）

2016年
- 蒼之彼方的四重奏（我如古繭）
- 火星異種 復仇（紅）

2017年
- 地獄少女 宵伽（稻生楓）

2018年
- 蜡笔小新（女高中生）
- 魔法禁书目录III（御坂妹）
- 新哆啦A夢（店員、少年、廣播員）

2019年
- 明治東京戀伽（同學4、文）
- 蠟筆小新（太賀虎子）
- 碧藍航線（エルドリッジ）

2020年
- 科學超電磁砲T（御坂妹）
- 果然我的青春戀愛喜劇搞錯了。完（海老名姬菜）
- 蠟筆小新（松子）

### OVA
- 舞-乙HiME 0～S.ifr～（京子・妻吹）
- 四娘物語（蓮）
- 幸運☆星（帕特莉西亞·馬汀）

### 遊戲
- 寶石寵物 （莎菲）
- （帕特莉西亞·馬汀）
- （帕特莉西亞·馬汀）
- （帕特莉西亞·馬汀）
- タルタロス Online（ディオネ、ユリ、リアン）
- SD鋼彈 Online（副官 Type-F）
- 碧藍幻想（ダヌア）
- 魔法禁书目录（御坂妹）
- 魔法禁书目录（手游）（御坂妹）
- 魔法禁书目录 幻想收束（御坂妹、整體意識）
- 碧藍航線（埃爾德里奇）
- 聖火降魔錄 英雄雲集（朧、菲利西亞、碧爾妮婭、蘇）

### 廣播
- （音泉：2009年1月30日－7月31日）

#### 廣播劇
- （《》内）

### CD
- 《我們的存在》
- 《我們的存在》Vocal Album 永遠（メリーゴーラウンド）
- （歌：此方與馬汀（平野綾與佐佐木望））
- （帕特莉西亞·馬汀）
- （帕特莉西亞·馬汀）
- Re-MIX（帕特莉西亞·馬汀）
- 《魔法禁書目錄》（御坂妹）

### 解說
- MUSIC ON! TV（M-ON!オススメ最新配信コーナー）
- （電視CM&遊戲PV）
- 《黑瀨真奈美》（電視CM）
- 株式會社松本清店内（店頭電視）
- （預告旁白）
- Heartcatch 光之美少女!變身香水 

### 舞台

#### 客演
- Func A ScamperS 009
  - （2007年11月）

### 實寫
- （再現VTR）
- （大阪電視台／2010年1月23日）

### 其他
- 反斗小王子 第12季 第45話（脚本）
- 史克威尔艾尼克斯《LORD of VERMILION II》（雷神）
- 免費線上遊戲Hangame
- 來來貓主題曲《Beautiful Day》（歌：徐若瑄）作詞